# Волхонский путепровод
Волхо́нский путепрово́д — путепровод в Пушкинском и Московском районах Санкт-Петербурга. Переброшен через Пулковское и Киевское шоссе в створе Волхонского шоссе.
Прежде на этом месте был перекресток, оборудованный светофорами. В ходе расширения Пулковского шоссе с трех до шести полос здесь была создана путепроводная развязка. Путепровод был открыт 1 сентября 2011 года.
Генподрядчиком было ЗАО «ПО „Возрождение“».
19 ноября 2018 года путепроводу присвоено название Волхонский — по шоссе.